# Antifa (Statele Unite ale Americii)
Antifa ( /ænˈtiːfə, ˈæntiˌfɑː/ )  este o mișcare politică de stânga anti-fascistă și anti-rasistă în Statele Unite ale Americii care cuprinde o gamă diversă de grupuri autonome și descentralizate care înțeleg să-și atingă obiectivele lor prin intermediul unor acțiuni atât non violente cât și violente, mai degrabă decât prin reforme politice. Activiștii politici Antifa se angajează în tactici de protest, cum ar fi activismul digital și militant, care implică uneori distrugere de proprietăți, violență fizică și hărțuire împotriva fasciștilor, rasiștilor și a celor de extremă-dreapta.

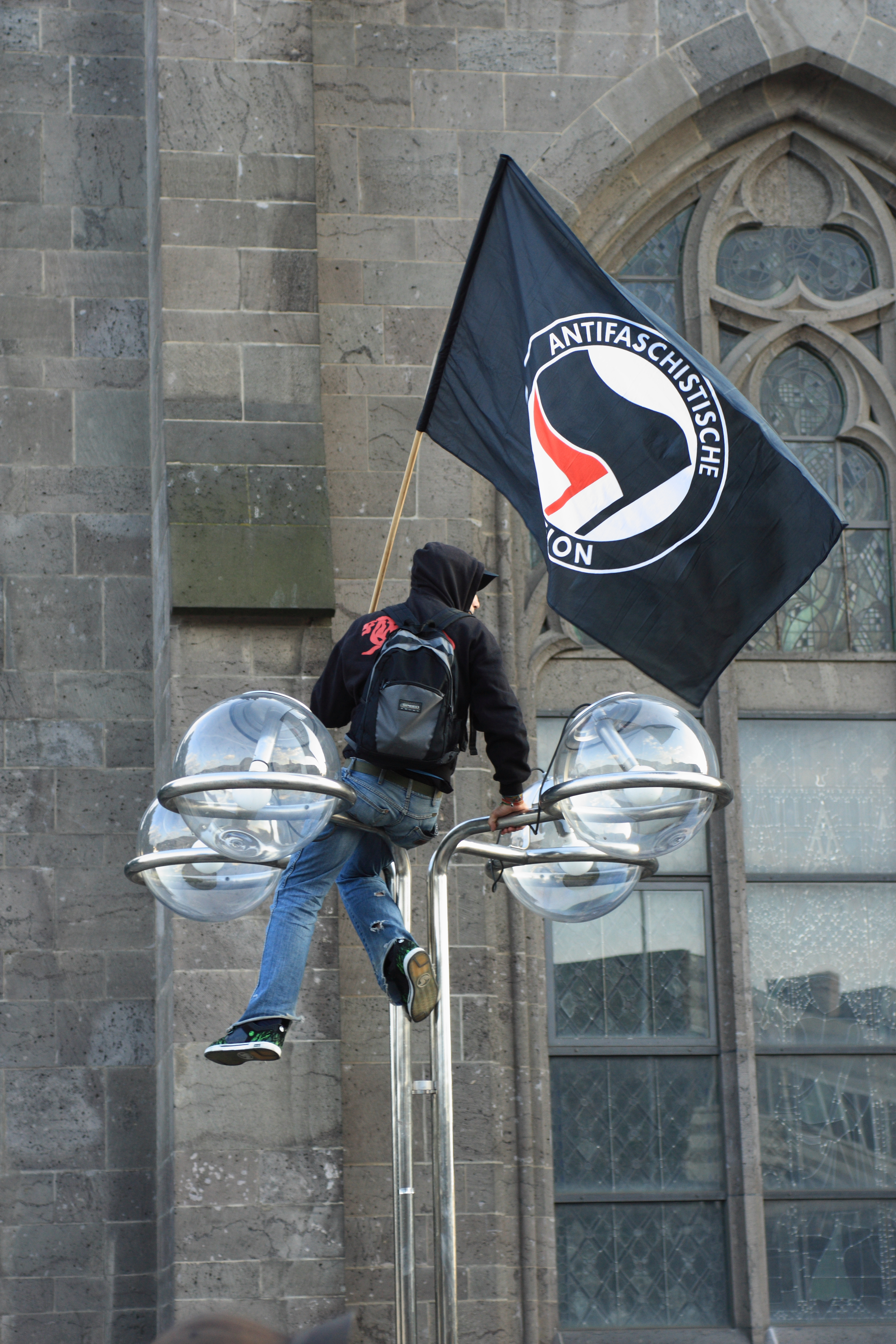
Antifa 2000 Köln

Persoanele implicate în mișcare promovează opinii antiautoritare  și anticapitaliste, îmbrățișând o serie de ideologii de stânga precum democrație socială și socialism. Atât numele Antifa, cât și sigla cu două steaguri care simbolizează anarhismul și comunismul provin din mișcarea germană Antifa, un grup anti-Hitler. 

## Etimologie
Cuvântul antifa este un cuvânt de împrumut din limba germană, luat ca o formă prescurtată a cuvântului antifaschistisch („antifascist”) și numele Antifaschistische Aktion care a inspirat mișcarea Antifa mai largă din Germania.
Anti-Defamation League indică faptul că eticheta antifa ar trebui să fie limitată doar la „cei care caută în mod proactiv confruntări fizice cu adversarii lor percepuți ca fasciști” și să nu fie aplicată greșit pentru a include toți contraprotestanții antifasciști.

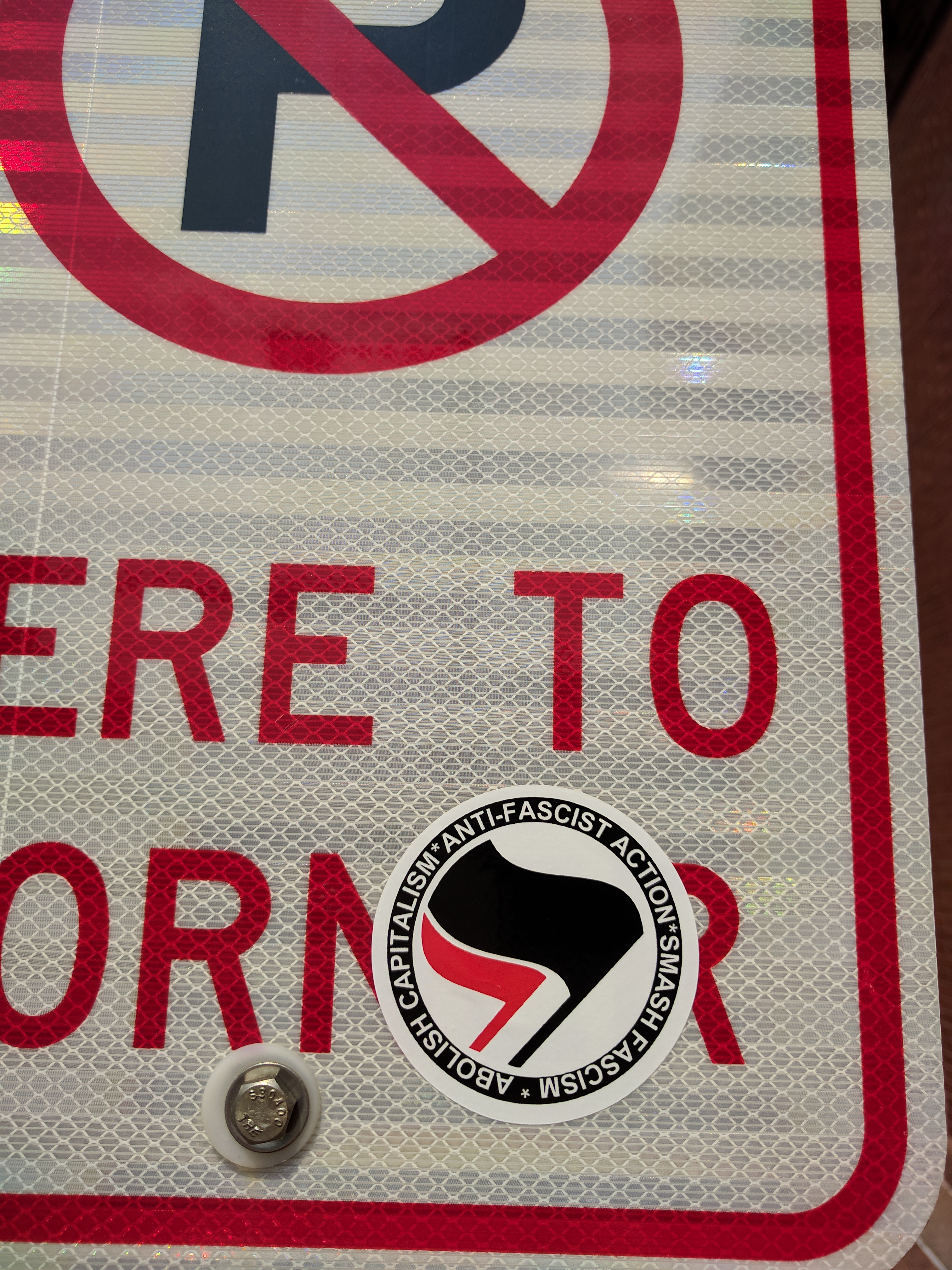
Sticker Antifa pe un panou de Parcarea interzisă

## Ideologie
Persoanele implicate în mișcare au opinii antiautoritare, anticapitaliste și antiguvernamentale, aderând la o serie de ideologii de stânga. Majoritatea aderenților sunt anarhiști, comuniști și socialiști care se descriu ei înșiși ca revoluționari, deși și unii social-democrați și alți de stânga aderă la mișcarea Antifa.  
Mișcarea este pan-stângistă și neierarhică, fiind unită prin opoziția față de extremismul de dreapta și supremația albă, precum și opoziția față de statul centralizat. Activiștii antifa îi resping pe conservatorii antifasciști, dar și pe liberali. Mișcarea evită democrația liberală și politica electorală în favoarea acțiunii directe. În ciuda opoziției mișcării față de liberalism, comentatorii de dreapta au acuzat adepții antifa că susțin liberalismul și că au fost ajutați de „simpatizanți liberali”.
Anti-Defamation League afirmă că „cei mai mulți promotori antifa provin din mișcarea anarhistă sau din extrema stânga, deși de la alegerile prezidențiale din 2016, unele persoane moderate s-au alăturat și ele mișcării”. În mod similar, ABC News notează că „înclinațiile politice ale antifei sunt adesea descrise ca fiind de extremă stânga”; specialiștii, însă, spun că opiniile radicale ale membrilor variază și se pot intersecta cu comunismul, socialismul și anarhismul. Potrivit CNN, „termenul antifa este folosit pentru a defini un grup larg de oameni ale căror convingeri politice se orientează spre stânga — adesea extrema stângă — dar nu se conformează platformei Partidului Democrat”. BBC notează că, „așa cum indică numele lor, antifa se concentrează mai mult pe combaterea ideologiei de extremă dreaptă, decât pe încurajarea politicii pro-stânga”. Istoricul Dartmouth, Mark Bray, care studiază antifa, a declarat în 2017: „Este important să ne amintim că aceștia sunt revoluționari autodeclarați ca atare. Sunt anarhiști și comuniști care sunt departe de spectrul conservator-liberal tradițional". 

## Structura mișcării
Antifa nu este o organizație unificată, ci mai degrabă o mișcare fără o structură ierarhică de conducere, care cuprinde mai multe grupuri și persoane autonome. Mișcarea are un grad redus de coeziune și nu are un lanț de comandă, grupurile antifa împărțind în schimb „resurse și informații despre activitatea de extremă dreaptă peste granițele regionale și naționale prin rețele slab întrețesute și relații informale de încredere și solidaritate”. Potrivit lui Mark Bray, „membrii își ascund activitățile politice de forțele de ordine și de extrema dreaptă” și „îngrijorările cu privire la infiltrare și așteptările mari de angajament mențin dimensiunile grupurilor destul de mici”. 
De obicei, activiștii organizează proteste prin intermediul social media și prin intermediul site-urilor web. Unii activiști au construit rețele peer-to-peer sau folosesc servicii de text criptat precum Signal.  Chauncey Devega din Salon a descris antifa drept o strategie de organizare, nu un grup de oameni.
Mișcarea antifa a crescut de la alegerile prezidențiale ale Statelor Unite din 2016. În august 2017, existau aproximativ 200 de grupuri, cu diferite dimensiuni și niveluri de activitate.  

## Istorie
În același timp în care dictatorul italian Benito Mussolini și-a consolidat puterea în cadrul Partidului Național Fascist la mijlocul anilor 1920, s-a constituit și o mișcare antifascistă de opoziție atât în Italia, cât și în țări precum Statele Unite. Mulți lideri antifasciști din Statele Unite au fost emigranți anarhiști, socialiști și sindicaliști din Italia, cu experiență în organizarea muncii și militanță. Ideologic, antifa în Statele Unite se consideră succesoarea activiștilor antinazisti din anii '30. Grupurile de activiști europeni care s-au organizat inițial pentru a se opune dictaturii fasciste din cel de al Doilea Război Mondial au reapărut în anii '70–'80 pentru a se opune supremației albe și skinheazilor din Statele Unite. După al Doilea Război Mondial și înainte de dezvoltarea mișcării antifa moderne, confruntările violente cu elemente fasciste au continuat sporadic.                       
Politica antifa modernă își trage rădăcinile de la infiltrarea scenei punk britanice de către skinheads alb-supremațiști⁠(d) în deceniile anilor 1970 și 1980 și de la apariția neonazismului în Germania după căderea zidului Berlinului⁠(d). În Germania, tinerii stângiști, inclusiv anarhiști și fani punk, au reluat practica antifascismului de stradă. Editorialistul Peter Beinart⁠(d) scrie că „spre sfârșitul anilor '80, fanii punk de stânga din Statele Unite au început să le urmeze exemplul, deși la început ei și-au denumit grupările Anti-Racist Action⁠(d) (ARA, în traducere Acțiunea Antirasistă) pe teoria că americanii vor înțelege mai bine conceptul de combatere a rasismului decât cel de combatere a fascismului”.
Istoricul Mark Bray de la Colegiul Dartmouth, autorul cărții Antifa: The Anti-Fascist Handbook, creditează ARA ca precursor al grupurilor antifa moderne din Statele Unite. La sfârșitul anilor '80 și '90, activiștii ARA au făcut turnee cu trupe populare punk rock și skinhead, pentru a preveni recrutarea în Ku Klux Klan de neo-naziști și alți suprematiști albi. Mottoul lor era „Mergem unde merg ei”, adică se vor confrunta cu activiștii de extremă dreaptă în concerte și le vor elimina activ materialele din locuri publice. În 2002, ARA a întrerupt un discurs ținut în Pennsylvania de către Matthew F. Hale, șeful grupului alb-supremațist Biserica Mondială a Creatorului, rezultând într-o bătaie și douăzeci și cinci de arestări. Unul dintre cele mai vechi grupuri antifa din Statele Unite a fost Rose City Antifa care s-a format în Portland, Oregon în 2007. Alte grupuri antifa din Statele Unite au alte genealogii. În Minneapolis, Minnesota, a fost format în 1987 un grup numit Baldies, cu intenția de a lupta direct cu grupările neonaziste.  
În legătură cu evenimentele de la Charlottesville din august 2017, un studiu din 2018 despre legătura dintre antifa și terorism a concluzionat că „în timp ce evenimentele împărtășesc multe caracteristici ale atacurilor teroriste”, acțiunile susținătorilor antifa „nu includ toate elementele terorismului". Autorul Gary LaFree a întrebat „dacă antifa poate fi considerat un„ grup ”în acest moment” și a argumentat „cât de complicat este să distingem terorismul de alte forme de violență ilegală”, cum ar fi cele ale susținătorilor antifa. 
În timpul protestelor pentru George Floyd din mai și iunie 2020, președintele Donald Trump și procurorul general William Barr au acuzat antifa că a orchestrat protestele în masă, dar arestările federale nu arată niciun semn că antifa a reprezentat protestele. Au fost apeluri repetate ale lui Trump, Barr și a altora pentru a desemna antifa ca organizație teroristă. Cu toate acestea, Mark Bray susține că antifa nu poate fi desemnată organizație teroristă, deoarece „grupurile sale sunt vag organizate și nu sunt suficient de mari pentru a provoca tot ceea ce Trump blamează”. În plus, Bray remarcă modul în care dreapta a încercat să „învinovățească antifa pentru tot” în timpul protestelor pentru George Floyd și că, faptul că antifa este considerată „predominant albă” „evidențiază un fel de rasism care presupune că oamenii de culoare nu se pot organiza pe o așa scară profundă și largă".
În iunie 2020, ziaristul conservator Andy Ngo⁠(d), pe care Rolling Stone l-a descris ca „provocator” de dreapta iar Vox⁠(d) l-a numit „simpatizant al extremei drepte” și care a doxat⁠(d) cel puțin un activist antifa publicându-i numele complet, a dat în judecată unele persoane presupuse a fi asociate cu antifa și a cerut daune în valoare de 900.000 de dolari pentru agresiune și suferință emoțională și o interdicție a altor hărțuiri ulterioare. Procesul, deschis în numele lui Ngo de avocatul acestuia, Harmeet Dhillon⁠(d), citează Rose City Antifa, cinci alți pârâți individuali și alți agresori necunoscuți. El provine din presupusele multiple atacuri la adresa lui Ngo în Portland de-a lungul anului 2019 și acuză Rose City Antifa în particular de „activități repetate de raketism”.

## Activități
Istoricul și profesorul Universității Rutgers  Mark Bray, expert  în mișcarea Antifa, a declarat în august 2017 că „majoritatea organizațiilor antifasciste este nonviolentă. Dar dorința lor de a se apăra fizic pe ele și pe ceilalți de violența suprematistă albă și de a opri preventiv eforturile de organizare fascistă, înainte ca aceasta să devină criminală, îi distinge de liberalii anti-rasiști ". Când antifa a devenit proeminentă în știrile din timpul protestelor ocazionate de moartea negrului George Floyd și a fost atacată pentru că era responsabilă pentru majoritatea violențelor, un raport din Vox a declarat că „membrii grupurilor antifa fac mai mult activism convențional, campanii pliante și organizarea comunității, în numele cauzelor anti-rasiste și anti-albe, citându-l pe Mark Bray care ar fi spus că asta au făcut în „marea majoritate” a timpului . Potrivit lui Brian Levin, directorul Centrului pentru Studiul Urii și al Extremismului de la Universitatea de Stat din California, San Bernardino, activiștii antifa simt nevoia să participe la acțiuni violente, deoarece „cred că elitele controlează guvernul și mass-media. Așadar, ei trebuie să facă o declarație împotriva persoanelor pe care le consideră rasiste ".  

### Acțiuni notabile
Grupurile Antifa, alături de activiști ai blocului negru, s-au numărat printre cei care au protestat la alegerea din 2016 a lui Donald Trump. Ei au participat, de asemenea, la protestele din Berkeley din februarie 2017 împotriva provocatorului de extremă dreapta  vorbitorul Milo Yiannopoulos, unde s-au remarcat prin violențe,  mass-media raportând „aruncarea de cocktailuri Molotov și spargeri de ferestre”, provocând daune în valoare de 100.000 USD.  
În aprilie 2017, Alianța Directă de Acțiune și Împuternicitul Studenților din Oregon, descriși drept „două grupuri autoproclamate antifasciste”, au amenințat că vor perturba a 82-a Paradă de pe Avenue of Roses din Portland, Oregon, după ce au auzit că Partidul Republican al Comitatului Multnomah va participa la ea. Organizatorii paradei au primit și un e-mail anonim, care avertiza: „Ați văzut câtă putere avem în centrul orașului și că poliția nu ne poate opri să închidem drumurile, așa că vă rugăm să luați în considerare decizia dvs”. Cele două grupuri au negat să aibă vreo legătură cu e-mailul. În final, parada a fost anulată de organizatori din cauza problemelor de siguranță . 
Pe 15 iunie 2017, unele grupări antifa s-au alăturat protestatarilor de la Evergreen State College pentru a se opune evenimentului organizat de grupul de extremă dreapta Patriot Prayer.             Patriot Prayer îl sprijinea pe profesorul de biologie, Bret Weinstein, care devenise figura centrală într-o controversă în care critica schimbările impuse la unul dintre evenimentele colegiului. Pe lângă activiștii pașnici antifa, care au susținut un semn de „dragoste comunitară”, USA Today a raportat că cineva a tăiat pneurile activistului de extremă dreapta Joey Gibson, iar altul a fost doborât la pământ de activiștii de la Patriot Prayer, după ce a fost văzut cu un cuțit în mână
În august 2017, protestatarii anti-antifa de la mitingul Unite the Right din Charlottesville, Virginia, relata The New York Times, „au folosit bâte și vopsele împotriva suprematiștilor albi”.  Jurnalista Adele Stan a intervievat un protestatar antifa la miting, care a spus că bastoanele purtate de protestatari sunt o contramăsură justificabilă pentru faptul că „dreapta are o echipă de bătăuși”.  Unii participanți la antifa la mitingul Charlottesville au scandat că contra-protestatarii ar trebui să „lovească un nazist în gură”.  Participanții la Antifa l-au protejat și pe Cornel West și diverși clerici de atacurile suprematiștilor albi, West afirmând că a considerat că antifa „i-a salvat viața”. De asemenea, activiștii Antifa au apărat Prima Biserică Metodistă Unită, unde Colectivul Clerului Charlottesville a oferit băuturi răcoritoare, muzică și instruire contra-protestatarilor. Potrivit unui rabin local, aceștia au „alungat suprematiștii albi cu bastoane”. 